# SQL
SQL (ang. Structured Query Language, wym. [ɛskjuːˈɛl]) – strukturalny oraz deklaratywny język zapytań. Jest to język dziedzinowy używany do tworzenia, modyfikowania relacyjnych baz danych oraz do umieszczania i pobierania danych z tych baz.
Decyzję o sposobie przechowywania i pobrania danych pozostawia się systemowi zarządzania bazą danych (DBMS).

## Historia
SQL został opracowany w latach 70. w firmie IBM. Stał się standardem w komunikacji z serwerami relacyjnych baz danych. Wiele współczesnych systemów relacyjnych baz danych używa do komunikacji z użytkownikiem SQL, dlatego potocznie mówi się, że korzystanie z relacyjnych baz danych to korzystanie z SQL-a.
Pierwszą firmą, która włączyła SQL do swojego produktu komercyjnego, był Oracle. Dalsze wprowadzanie SQL-a, w produktach innych firm, wiązało się nierozłącznie z wprowadzaniem modyfikacji pierwotnego języka. Wkrótce utrzymanie dalszej jednolitości języka wymagało wprowadzenia standardu.
Pierwotną nazwą języka miał być SEQUEL, jednakże okazało się, że nazwa ta była już zastrzeżona przez brytyjską wytwórnię lotniczą Hawker Siddeley.

## Standardy SQL
W 1986 SQL stał się oficjalnym standardem, wspieranym przez Międzynarodową Organizację Normalizacyjną (ISO) i jej członka, Amerykański Narodowy Instytut Normalizacji (ANSI).
Wczesne wersje specyfikacji (SQL86 i SQL89) były w dużej mierze jedynie określeniem wspólnej płaszczyzny łączącej różne istniejące wówczas produkty i pozostawiały wiele swobody twórcom implementacji. Z czasem jednak systemy komputerowe uległy integracji i rynek zaczął domagać się aplikacji oraz ich funkcji faktycznie współpracujących z wieloma różnymi bazami danych. Pojawiła się potrzeba określenia standardu ściślejszego. Mógł on jednocześnie obejmować nowe elementy, nieujęte do tej pory w języku. Tak powstał standard SQL92, obowiązujący w produktach komercyjnych do dziś.
W 2003 przedstawiono SQL:2003 – nowy standard języka SQL. Został on opublikowany w Sigmod Record Vol. 33 No. 1 marca 2004. Jest to w zasadzie poprawione SQL:1999 z wyjątkiem części SQL/XML oraz kilku dodatkowych właściwości.
Zmiany wprowadzone w SQL:2003:
1. Dodano nowe typy danych (BIGINT, MULTISET oraz XML).
2. Usunięto typy BIT oraz BIT VARYING.
3. Wprowadzono rozszerzenia w sposobie wywoływania procedur.
4. Poszerzono instrukcję CREATE TABLE (CREATE TABLE {LIKE | AS}).
5. Wprowadzono instrukcję MERGE.
6. Wprowadzono nowy obiekt schematu – generator sekwencji.
7. Wprowadzono dwa nowe typy kolumn – identyfikatory oraz generowane.
8. Wprowadzono retrospektywne sprawdzanie więzów integralności.
9. Wprowadzono rozszerzenia dla OLAP w formie wbudowanych funkcji (skalarnych i agregujących).
10. Wprowadzono klauzulę WINDOW.

Prowadzone są również prace nad alternatywnymi językami zapytań opartymi na SQL. Przykładem takiego języka może być język ciągłych zapytań CQL lub język SQL wyposażony w możliwość przetwarzania sekwencji danych AQuery.

## Funkcje silnika i oprogramowania pośredniczącego
Produkty związane z relacyjnymi bazami danych to nie tylko serwery. Sam serwer określa się często takimi nazwami jak „back end”, „engine”, czy też „motor/silnik bazy danych”. Przechowuje on dane oraz zapewnia ich pobieranie i aktualizacje w odpowiedzi na pobierane instrukcje w SQL-u.
Uzupełnieniem serwera jest zazwyczaj „front end”, „oprogramowanie pośredniczące” czy też „fronton” – narzędzia upraszczające komunikację z serwerem i wyposażone w mechanizmy pozwalające wykorzystać pobrane dane. Należą do nich mechanizmy generowania i obsługi formularzy oraz raportów, języki czwartej generacji (4GL), graficzne języki zapytań, narzędzia konstrukcyjne użytkownika, oprogramowanie do prezentacji multimedialnych, systemy tworzenia hipertekstu, systemy CAD/CAM, arkusze kalkulacyjne, jak również interfejsy dostępu bezpośredniego. Wszystkie one wykorzystują do komunikacji z serwerem i wykonywania za jego pośrednictwem różnych operacji język SQL. Serwer odpowiada za przechowywanie, porządkowanie i pobieranie danych, zapewnia ich integralność, bezpieczeństwo oraz zabezpiecza przed ewentualnymi konfliktami między użytkownikami.

## Formy SQL-a
Z technicznego punktu widzenia, SQL jest podjęzykiem danych. Oznacza to, że jest on wykorzystywany wyłącznie do komunikacji z bazą danych. Nie posiada on cech pozwalających na tworzenie kompletnych programów. Jego wykorzystanie może być trojakie i z tego względu wyróżnia się trzy formy SQL-a:
1. SQL interakcyjny (autonomiczny) wykorzystywany jest przez użytkowników w celu bezpośredniego pobierania lub wprowadzania informacji do bazy. Przykładem może być zapytanie prowadzące do uzyskania zestawienia aktywności kont w miesiącu. Wynik jest wówczas przekazywany na ekran, z ewentualną opcją przekierowania go do pliku lub drukarki.
2. Statyczny kod SQL (Static SQL) nie ulega zmianom i pisany jest wraz z całą aplikacją, podczas której pracy jest wykorzystywany. Nie ulega zmianom w sensie zachowania niezmiennej treści instrukcji, które jednak zawierać mogą odwołania do zmiennych lub parametrów przekazujących wartości z lub do aplikacji. Statyczny SQL występuje w dwóch odmianach.
  1. Embedded SQL (Osadzony SQL) oznacza włączenie kodu SQL do kodu źródłowego innego języka. Większość aplikacji pisana jest w takich językach jak C++ czy Java, jedynie odwołania do bazy danych realizowane są w SQL. W tej odmianie statycznego SQL-a do przenoszenia wartości wykorzystywane są zmienne.
  2. Język modułów. W tym podejściu moduły SQL łączone są z modułami kodu w innym języku. Moduły kodu SQL przenoszą wartości do i z parametrów, podobnie jak to się dzieje przy wywoływaniu podprogramów w większości języków proceduralnych. Jest to pierwotne podejście, zaproponowane w standardzie SQL. Embedded SQL został do oficjalnej specyfikacji włączony nieco później.
3. Dynamiczny kod SQL (Dynamic SQL) generowany jest w trakcie pracy aplikacji. Wykorzystuje się go w miejsce podejścia statycznego, jeżeli w chwili pisania aplikacji nie jest możliwe określenie treści potrzebnych zapytań – powstaje ona w oparciu o decyzje użytkownika. Tę formę SQL generują przede wszystkim takie narzędzia jak graficzne języki zapytań. Utworzenie odpowiedniego zapytania jest tu odpowiedzią na działania użytkownika.

Wymagania tych trzech form różnią się i znajduje to odbicie w wykorzystywanych przez nie konstrukcjach językowych. Zarówno statyczny, jak i dynamiczny SQL uzupełniają formę autonomiczną cechami odpowiednimi tylko w określonych sytuacjach. Zasadnicza część języka pozostaje jednak dla wszystkich form identyczna.

## Składnia SQL
Użycie SQL, zgodnie z jego nazwą, polega na zadawaniu zapytań do bazy danych. Zapytania można zaliczyć do jednego z czterech głównych podzbiorów:
- SQL DML (ang. Data Manipulation Language – „język manipulacji danymi”),
- SQL DDL (ang. Data Definition Language – „język definicji danych”),
- SQL DCL (ang. Data Control Language – „język kontroli nad danymi”).
- SQL DQL (ang. Data Query Language – „język definiowania zapytań”).

Instrukcje SQL w obrębie zapytań tradycyjnie zapisywane są wielkimi literami, jednak nie jest to wymóg.
Dodatkowo, niektóre programy do łączenia się z silnikiem bazy danych (np. psql w przypadku PostgreSQL) używają swoich własnych instrukcji, spoza standardu SQL, które służą np. do połączenia się z bazą, wyświetlenia dokumentacji itp.

### DML
DML (Data Manipulation Language) służy do wykonywania operacji na danych – do ich umieszczania w bazie, kasowania, przeglądania oraz dokonywania zmian. Najważniejsze polecenia z tego zbioru to:
- INSERT – umieszczenie danych w bazie,
- UPDATE – zmiana danych,
- DELETE – usunięcie danych z bazy.

Dane tekstowe muszą być zawsze ujęte w znaki pojedynczego cudzysłowu (').

### DDL
Dzięki DDL (Data Definition Language) można operować na strukturach, w których dane są przechowywane – czyli np. dodawać, zmieniać i kasować tabele lub bazy. Najważniejsze polecenia tej grupy to:
- CREATE (np. CREATE TABLE, CREATE DATABASE, ...) – utworzenie struktury (bazy, tabeli, indeksu itp.),
- DROP (np. DROP TABLE, DROP DATABASE, ...) – usunięcie struktury,
- ALTER (np. ALTER TABLE ADD COLUMN ...) – zmiana struktury (dodanie kolumny do tabeli, zmiana typu danych w kolumnie tabeli).

### DCL
DCL (Data Control Language) ma zastosowanie do nadawania uprawnień do obiektów bazodanowych. Najważniejsze polecenia w tej grupie to:
- GRANT – służące do nadawania uprawnień do pojedynczych obiektów lub globalnie konkretnemu użytkownikowi (np. GRANT ALL PRIVILEGES ON EMPLOYEE TO PIOTR WITH GRANT OPTION – przyznanie wszystkich praw do tabeli EMPLOYEE użytkownikowi PIOTR z opcją pozwalającą mu nadawać prawa do tej tabeli).
- REVOKE – służące do odbierania wskazanych uprawnień konkretnemu użytkownikowi (np. REVOKE ALL PRIVILEGES ON EMPLOYEE FROM PIOTR – odebranie użytkownikowi wszystkich praw do tabeli EMPLOYEE).
- DENY – służące do zabraniania wykonywania operacji

### DQL
DQL (Data Query Language) to język formułowania zapytań do bazy danych. W zakres tego języka wchodzi jedno polecenie – SELECT. Często SELECT traktuje się jako część języka DML, ale to podejście nie wydaje się właściwe, ponieważ DML z definicji służy do manipulowania danymi – ich tworzenia, usuwania i uaktualniania. Na pograniczu obu języków znajduje się polecenie SELECT INTO, które dodatkowo modyfikuje (przepisuje, tworzy) dane.

### Przykładowe zapytania
Przykłady użycia wyżej wymienionych rodzajów zapytań:
```
SELECT
 
*

    
FROM
 
pracownicy

    
WHERE
 
pensja
 
>
 
2000

    
ORDER
 
BY
 
staz
 
DESC
;

```

Zwraca tabelę (listę) utworzoną ze wszystkich kolumn (*) tabeli „pracownicy” (FROM pracownicy) zawierającą pracowników, których pensja jest większa niż 2000 (WHERE pensja > 2000) i sortuje wynik malejąco według parametru staz (ORDER BY staz DESC).
```
INSERT
 
INTO
 
pracownicy

    
(
imie
,
 
nazwisko
,
 
pensja
,
 
staz
)

VALUES

    
(
'Jan'
,
 
'Kowalski'
,
 
5500
,
 
1
);

```

Dodaje do tabeli „pracownicy” (INTO pracownicy) wiersz (rekord) zawierający dane pojedynczego pracownika.
```
UPDATE
 
pracownicy

    
SET
 
pensja
 
=
 
pensja
 
*
 
1
.
1

    
WHERE
 
staz
 
>
 
2
;

```

Podwyższa o 10% pensję (SET pensja = pensja * 1.1) pracownikom, których staż jest większy niż 2 (np. lata).
```
DELETE
 
FROM
 
pracownicy

    
WHERE
 
imie
 
=
 
'Jan'
 
AND
 
nazwisko
 
=
 
'Kowalski'
;

```

Usuwa z tabeli „pracownicy” wszystkie wiersze (rekordy) dotyczące pracownika o imieniu „Jan” i nazwisku „Kowalski” (czyli takie, w których pole „imię” ma wartość Jan, a pole „nazwisko” – Kowalski).
```
CREATE
 
TABLE
 
pracownicy

(

    
imie
 
varchar
(
255
),

    
nazwisko
 
varchar
(
255
),

    
pensja
 
float
,

    
staz
 
int

);

```

Tworzy tabelę „pracownicy” zawierającą pola tekstowe zmiennej długości (varchar) o nazwach „imie” (imię) i „nazwisko”, o maksymalnej długości 255 znaków, zapisaną za pomocą liczby rzeczywistej (float od ang. floating point) pensję oraz zapisany za pomocą liczby całkowitej (int od ang. integer) staż.
```
DROP
 
TABLE
 
pracownicy
;

```

Usuwa z bazy tabelę „pracownicy”.
```
ALTER
 
TABLE
 
pracownicy

    
ADD
 
dzial
 
varchar
(
255
);

```

Dodaje do struktury tabeli „pracownicy” kolumnę „dzial” (dział), jako pole tekstowe o długości maks. 255 bajtów.

## Bezpieczeństwo
Ponieważ SQL jest językiem interpretowanym, istnieje możliwość nadużyć w przypadku konstruowania zapytań z wykorzystaniem parametrów pochodzących z zewnątrz aplikacji. Szczególnie podatne na ten typ ataku są tworzone dynamicznie w oparciu o SQL-ową bazę danych serwisy internetowe. Jeśli twórca aplikacji nie zadba o sprawdzenie poprawności (tzw. walidację) danych wejściowych stanowiących część zapytania, atakujący może dopisać do zapytania („wstrzyknąć”) dodatkowe komendy lub zmienić ich sposób działania. Atak taki nosi nazwę SQL injection (wstrzyknięcie kodu za pomocą SQL).

## Systemy bazodanowe używające SQL
- Apache Derby
- Caché
- DATAllegro
- DB2
- Firebird
- First SQL
- Greenplum
- HSQL
- Ingres
- Informix
- InterBase SQL
- MariaDB
- MaxDB (dawniej SAP DB)
- Microsoft Access
- Microsoft Jet
- Microsoft SQL Server
- Mimer SQL
- MySQL
- mSQL
- Neteeza
- Oracle Database
- Oracle Rdb
- PostgreSQL
- Pervasive
- SQL/DS
- SQLite
- Sybase (Sybase Adaptive Server Enterprise, Sybase SQL Anywhere, Sybase IQ)
- Teradata